# Некрополь біля Кремлівської стіни

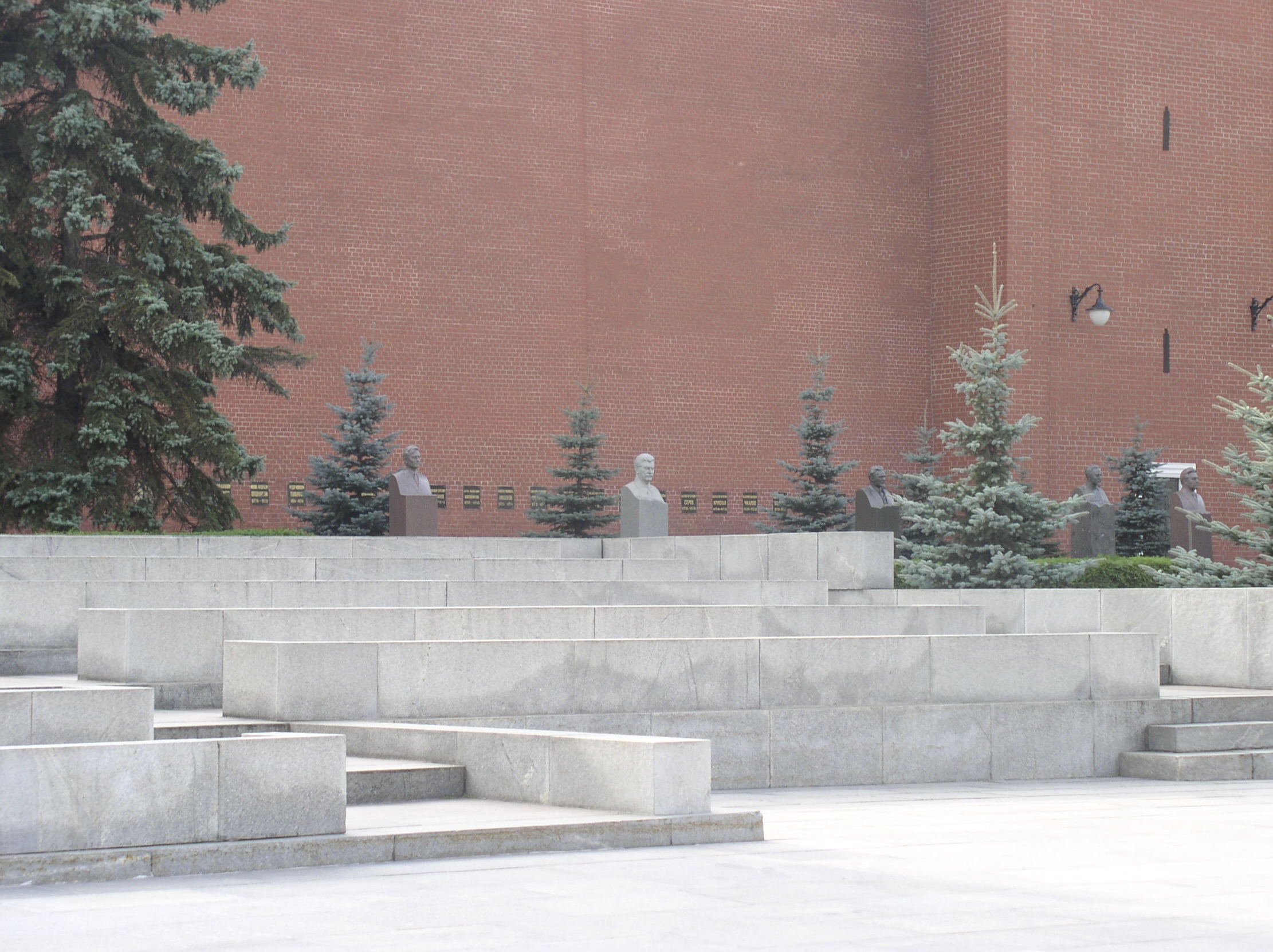
Некрополь у Кремлівській стіні

Некро́поль біля Кремлі́вської стіни — меморіальне кладовище на московській  Червоній площі, біля стіни (і в стіні, яка є колумбарієм для урн з прахом) Московського Кремля.
Місце поховання видатних діячів (в основному політичних і військових) СРСР; у 1920-1930-ті там ховали також іноземних комуністів (Джона Ріда, Сена Катаяму, Клару Цеткін).

## Історія
Заснування сучасного некрополя біля Кремлівської стіни покладене похованням 10 (23) листопада 1917 в двох братських могилах понад 200 безіменних бійців Жовтневого перевороту 1917. До 1930 ці дві Братські могили вже налічували понад 300 похованих, з них відомі імена лише 76-ти діячів революції та героїв Громадянської війни.
Поряд з Братськими могилами з'явилися окремі поховання відомих людей свого часу: В. Н. Подбельського — потомственого революціонера, першого радянського наркома пошти і телеграфів; Інеси Арманд — діяча міжнародного Комуністичного руху; Джона Ріда — діяча американського робочого руху, письменника і публіциста, кореспондента на фронтах Першої світової війни, автора відомої книги «10 днів, які потрясли світ» про Жовтневу революцію в Росії, померлого в Москві від тифу в 1920; В. М. Загорського — учасника російського революційного руху, у 1918 першого радянського посла у Німеччині, убитого в 1919 у Москві лівими есерами; В. В. Воровського — одного з провідних публіцистів і літературних критиків революційного періоду, першого радянського посла в скандинавських країнах, потім в Італії, убитого в Лозанні; Ф. А. Артема (Сергєєва) — в 1917 році вибраної ЦВК Рад України народним секретарем у справах торгівлі і промисловості, в 1920 — головою ЦК Всеросійського союзу гірників, загиблого в 1921 при випробуванні аеровагону; учасників революції, партійних і державних діячів В. П. Ногина, П. Л. Войкова, І. В. Русакова.
Після смерті Володимира Леніна, в 1924, побудований Мавзолей, що став центром некрополя, а надалі після переробки мавзолею — в трибуни політичних керівників СРСР.
В подальшому некрополь поповнювався двома видами поховань:
- особливо видатні діячі партії і уряду (Свердлов, а потім Фрунзе, Дзержінський, Калінін, Жданов, Ворошилов, Будьонний, Суслов, Брежнєв, Андропов і Черненко) поховані біля Кремлівської стіни праворуч від Мавзолею без кремації, в труні і в могилі. У такій же могилі поховано в 1961 році винесене з Мавзолею тіло Йосипа Сталіна. Над ними поставлені пам'ятники — скульптурні портрети роботи С. Д. Меркурова (бюсти на перших чотирьох похованнях в 1947 році і Жданова в 1949 році), Н. В. Томського (бюсти Сталіна, 1970 рік, і Будьонного, 1975 рік), Н. І. Брацуна (бюст Ворошилова, 1970 рік), І. М. Рукавішникова (бюсти Суслова, 1983 рік, і Брежнева, 1983 рік), В. А. Соніна (бюст Андропова, 1985 рік), Л. Е. Кербеля (бюст Черненко, 1986 рік).
- більшість осіб, похованих біля Кремлівської стіни в 1930-1980-і, кремують, а урни з їх прахом замуровані в стіну (по обидві сторони Сенатської башти) під меморіальними плитами, на яких вказано ім'я і дати життя (всього 114 осіб).

У 1925—1936 (до С. С. Каменева і А. П. Карпінського) урни переважно замурувалися на правій стороні Некрополя, але в 1934, 1935 і 1936 роках Кіров, Куйбишев і Горький були поховані з лівого боку; починаючи з 1937 року (Орджонікідзе, Марія Ульянова) поховання повністю перейшли на ліву частину і проводилися лише там до 1976 (єдиний виняток — Г. К. Жуков, чий прах був похований в 1974 році на правій стороні, поряд з С. С. Каменевим); а з 1977 аж до припинення поховань вони знов «повернулися» на праву сторону.
Політики, що знаходилися на момент смерті в опалі, не ховалися біля Кремлівської стіни (наприклад, М. С. Хрущов, А. І. Мікоян і М. В. Підгорний покояться на Новодівочому кладовище).
У випадку, якщо та або інша особа була посмертно засуджена партією, її поховання в Кремлівській стіні не ліквідувалося (влада не чіпала урни з прахом С. С. Каменева, А. Я. Вишинського і Л. З. Мехліса).

### Окремі могили
(справа наліво)
1. Черненко Костянтин Устинович (1911—1985)
2. Будьонний Семен Михайлович (1883—1973)
3. Ворошилов Климент Єфремович (1881—1969)
4. Жданов Андрій Олександрович (1896—1948)
5. Фрунзе Михайло Васильович (1885—1925)
6. Свердлов Яків Михайлович (1885—1919)
7. Брежнєв Леонід Ілліч (1906—1982)
8. Дзержинський Фелікс Едмундович (1877—1926)
9. Андропов Юрій Володимирович (1914—1984)
10. Калінін Михайло Іванович (1875—1946)
11. Сталін Йосип Віссаріонович (1878/79—1953)
12. Суслов Михайло Андрійович (1902—1982)

### Братські могили борців революції
1. Ванторин О. І., Тяпкін П. Г., Еров І. С., Снєгирів М. М., Загорський В. М., Николаєва А. Ф., Ігнатова І. М., Волкова М., Агафошин С., Горюнов С., Дудинський І., Звонов
2. Зімін І., Іванов І., Кокорєв С., Косарєв А., Кропотов М. М., Халдіна А. М., Титов Г. В., Мокряк М. І., Коспяник П., Крашенильніков В., Лещиков А., Лизенко Ф.
3. Хорак А., Лисенков Ф., Петухов И., Романов В., Разоренов-Нікітін Г. М., Сафонов О. К., Колбін, Кваш А. Л., Рижов М., Смирнов А., Сологудинов Ф., Сопляков
4. Федоров С., Хохлов С., Ципляков С., Шефаревич В., Подбельський В. М., Кучутенков О. А., Вальдовський Я. М., Швирков Є. П., Прямиков М. М., Дроздов Ф., Єсаулов Д., Томський Г. В.
5. Сухарєв А. А., Єлагін Г. Л., Степачов И. Г., Арманд І. Ф., Джон Рід, Русаков І. В., Пекалов С. М., Стефанович, Вольський К., Тараєв
6. Ногін В. П., Карпов Л. Я., Ковшов В. Д., Лихачов В. М., Чжан Ван
7. Воровська Д. М., Воровський В. В., Наріманов Н., Войков П. Л., Станкевич А. В., Засухін П. А., Юдичев Д. И., Капелін С. П., Котов І. В.
8. Щербаков П. П., Андреєв Павлик, Киреєв А. А., Драудинь М., Хомяков І. М., Янішев М. П., Лісінова Л. А., Смилга І. І., Морозов В. Є., Ширяєв С. А., Михайлов Л. Ф.
9. Запорожець А. П., Бочаров Я. І., Тимофєєв О. Т., Осен А.
10. Тимофеєв Г., Інюшев А. А., Гавриков Я. В., Усольцев М. Т.
11. Баскаков Т. А., Владимиров С. В., Неделкін Т. Ф., Трунов Н. Р., Войтович В. Є.
12. Сахаров, Артем (Сергєєв Ф. А.), Сапунов Є. М., Воронов О. П., Назаров І. О., Скворцов Г. А.
13. Жилін І. Я., Константинов І., Абаковський В. І., Фріман Джон
14. Вевер О., Вирземнек О. К., Звейнек Г. П., Звейнек Я. Е., Афонін Ю. Л., Штрупат О., Гельбрюк О., Хьюлетт В. Д., Квардаков А. В., Степанов
15. Гадомський О. В., Барасевич Ф. К.

### Урни з прахом
| Ліва сторона (справа наліво) | Права сторона (справа наліво) |
| --- | --- |
| 1. Орджонікідзе Григорій Костянтинович (1886—1937) 2. Кіров Сергій Миронович (1886—1934) 3. Куйбишев Валеріан Володимирович (1888—1935) 4. Максим Горький (1868—1936) 5. Ульянова Марія Іллівна (1878—1937) 6. Чкалов Валерій Павлович (1904—1938) 7. Крупська Надія Костянтинівна (1869—1939) 8. Сєров Анатолій Костянтинович (1910—1939) 9. Осипенко Поліна Денисівна (1907—1939) 10. Раскова Марина Михайлівна (1912—1943) 11. Кравченко Григорій Пантелійович (1912—1943) 12. Памфілов Костянтин Дмитрович (1901—1943) 13. Ярославський Омелян Михайлович (1878—1943) 14. Ніколаєва Клавдія Іванівна (1893—1944) 15. Шапошніков Борис Михайлович (1882—1945) 16. Щербаков Олександр Сергійович (1901—1945) 17. Потьомкін Володимир Петрович (1878—1946) 18. Вахрушев Василь Васильович (1902—1947) 19. Землячка Розалія Самійлівна (1876—1947) 20. Толбухін Федір Іванович (1894—1949) 21. Владимирський Михайло Федорович (1874—1951) 22. Єфремов Олександр Іларіонович (1904—1951) 23. Мехліс Лев Захарович (1889—1953) 24. Шкірятов Матвій Федорович (1883—1954) 25. Кузьмін Анатолій Миколайович (1903—1954) 26. Вишинський Андрій Януарійович (1883—1954) 27. Говоров Леонід Олександрович (1897—1955) 28. Юдін Павло Олександрович (1902—1956) 29. Лихачов Іван Олексійович (1896—1956) 30. Носенко Іван Ісидорович (1902—1956) 31. Завенягін Авраамій Павлович (1901—1956) 32. Малишев В'ячеслав Олександрович (1902—1957) 33. Жук Сергій Якович (1892—1957) 34. Петровський Григорій Іванович (1878—1958) 35. Тевосян Іван Федорович (1902—1958) 36. Кржижановський Гліб Максиміліанович (1872—1959) 37. Курчатов Ігор Васильович (1903—1960) 38. Недєлін Митрофан Іванович (1902—1960) 39. Хрунічев Михайло Васильевич (1901—1961) 40. Ванніков Борис Львович (1897—1962) 41. Хрульов Андрій Васильович (1892—1962) 42. Антонов Олексій Інокентійович (1896—1962) 43. Дигай Микола Олександрович (1908—1963) 44. Кучеренко Володимир Олексійович (1909—1963) 45. Куусінен Отто Вільгельмович (1881—1964) 46. Бірюзов Сергій Семенович (1904—1964) 47. Козлов Фрол Романович (1908—1965) 48. Курашов Сергій Володимирович (1910—1965) 49. Корольов Сергій Павлович (1907—1966) 50. Рудаков Олександр Петрович (1910—1966) 51. Ігнатов Микола Григорович (1901—1966) 52. Стасова Олена Дмитрівна (1873—1966) 53. Малиновський Родіон Якович (1898—1967) 54. Комаров Володимир Михайлович (1927—1967) 55. Воронов Микола Миколайович (1899—1968) 56. Гагарін Юрій Олексійович (1934—1968) 57. Серьогін Володимир Сергійович (1922—1968) 58. Соколовський Василь Данилович (1897—1968) 59. Рокоссовський Костянтин Костянтинович (1896—1968) 60. Мерецков Кирило Панасович (1897—1968) 61. Тимошенко Семен Костянтинович (1895—1970) 62. Єрьоменко Андрій Іванович (1892—1970) 63. Шверник Микола Михайлович (1888—1970) 64. Добровольський Георгій Тимофійович (1928—1971) 65. Волков Владислав Миколайович (1935—1971) 66. Пацаєв Віктор Іванович (1933—1971) 67. Захаров Матвій Васильович (1898—1972) 68. Крилов Микола Іванович (1903—1972) 69. Конєв Іван Степанович (1897—1973) 70. Гречко Андрій Антонович (1903—1976) 71. Якубовський Іван Гнатович (1912—1976) | 1. Хейвуд Вільям Дадлі (1869—1928) 2. Ландлер Ене (1875—1928) 3. Макманус Артур (1889—1927) 4. Рутенберг Чарльз Еміль (1882—1927) 5. Владимиров Мирон Костянтинович (1879—1925) 6. Устинов Дмитро Федорович (1908—1984) 7. Костандов Леонід Аркадійович (1915—1984) 8. Пельше Арвид Янович (1899—1983) 9. Баграмян Іван Христофорович (1897—1982) 10. Косигін Олексій Миколайович (1904—1980) 11. Кулаков Федір Давидович (1918—1978) 12. Келдиш Мстислав Всеволодович (1911—1978) 13. Василевський Олександр Михайлович (1895—1977) 14. Жуков Георгій Костянтинович (1896—1974) 15. Каменєв Сергій Сергійович (1881—1936) 16. Карпинський Олександр Петрович (1846—1936) 17. Геккерт Фріц (1884—1936) 18. Товстуха Іван Павлович (1889—1935) 19. Смидович Петро Гермогенович (1874—1935) 20. Довгалевський Валеріан Савелійович (1885—1934) 21. Менжинський В'ячеслав Рудольфович (1874—1934) 22. Штейнгарт Олександр Матвійович (1887—1934) 23. Усискін Ілля Давидович (1910—1934) 24. Васенко Андрій Богданович (1899—1934) 25. Федосеєнко Павло Федорович (1898—1934) 26. Луначарський Анатолій Васильович (1875—1933) 27. Катаяма Сен (1859—1933) 28. Гольцман Абрам Зиновійович (1894—1933) 29. Баранов Петро Іонович (1892—1933) 30. Гусєв Сергій Іванович (1874—1933) 31. Свідерський Олексій Іванович (1878—1933) 32. Ольминський Михайло Степанович (1863—1933) 33. Стопані Олександр Митрофанович (1871—1932) 34. Киркиж Купріян Осипович (1888—1932) 35. Покровський Михайло Миколайович (1868—1932) 36. Стучка Петро Іванович (1865—1932) 37. Ларін Михайло Олександрович (1882—1932) 38. Тріандафілов Володимир Кіріакович (1894—1931) 39. Михайлов-Іванов Михайло Сильвестрович (1894—1931) 40. Лепсе Іван Іванович (1889—1929) 41. Скворцов-Степанов Іван Іванович (1870—1928) 42. Цюрупа Олександр Дмитрович (1870—1928) 43. Красін Леонід Борисович (1870—1926) 44. Цеткін Клара (1857—1933) |